# Municipio Vallegrande
Das Municipio Vallegrande (auch: Valle Grande) (spanisch für "großes Tal") ist ein Verwaltungsbezirk im Departamento Santa Cruz im südamerikanischen Anden-Staat Bolivien.

## Lage im Nahraum
Das Municipio Vallegrande ist eines von fünf Municipios der Provinz Vallegrande und umfasst die zentralen Bereiche der Provinz. Es grenzt im Norden an das Municipio Trigal, im Nordwesten an das Municipio Moro Moro und an das Departamento Cochabamba, im Westen an das Municipio Pucará, im Südwesten an das Departamento Chuquisaca, im Südosten an die Provinz Cordillera, im Osten an das Municipio Postrer Valle und im Nordosten an die Provinz Florida.
Das Municipio erstreckt sich zwischen etwa 18° 17' und 19° 10' südlicher Breite und 63° 32' und 64° 18' westlicher Länge, seine Ausdehnung von Westen nach Osten beträgt bis zu 65 Kilometer und von Norden nach Süden bis zu 90 Kilometer.
Das Municipio umfasst 109 Gemeinden (localidades), der zentrale Ort des Municipios ist die Stadt Vallegrande mit 10.158 Einwohnern (Volkszählung 2012) im nördlichen Teil des Municipios.

## Geographie
Das Municipio Vallegrande liegt im Übergangsbereich zwischen der Anden-Gebirgskette der Cordillera Oriental im Norden und der Cordillera Central im Südwesten, und dem bolivianischen Tiefland im Osten. Das Klima in den geschützten Tallagen ist ganzjährig mild und ausgeglichen, nicht so heiß und schwül wie im nahegelegenen Tiefland.
Die mittlere Durchschnittstemperatur der Region liegt bei 18 °C (siehe Klimadiagramm Vallegrande) und schwankt nur unwesentlich zwischen 15 °C im Juli und 20 °C von November bis Januar. Der Jahresniederschlag beträgt knapp 700 mm, bei einer nur schwach ausgeprägten Trockenzeit von Mai bis September mit Monatsniederschlägen unter 25 mm, und einer Feuchtezeit von Dezember bis Februar mit 100 bis 130 mm Monatsniederschlag.

## Bevölkerung
Die Einwohnerzahl des Municipios ist zwischen 1992 und 2024 nur geringfügig angestiegen:
| Jahr | Einwohner | Quelle       |
| ---- | --------- | ------------ |
| 1992 | 16.621    | Volkszählung |
| 2001 | 16.837    | Volkszählung |
| 2012 | 17.208    | Volkszählung |
| 2024 | 17.172    | Volkszählung |

Die Bevölkerungsdichte des Municipios bei der letzten Volkszählung von 2012 betrug 5,4 Einwohner/km², der Alphabetisierungsgrad bei den über 15-Jährigen war von 81,6 Prozent (1992) auf 87,7 Prozent angestiegen. Die Lebenserwartung der Neugeborenen betrug 68,0 Jahre, die Säuglingssterblichkeit war von 6,0 Prozent (1992) auf 4,6 Prozent im Jahr 2001 zurückgegangen.
99,6 Prozent der Bevölkerung sprechen Spanisch, 2,4 Prozent sprechen Quechua und 0,4 Prozent Aymara. (2001)
63,7 Prozent der Bevölkerung haben keinen Zugang zu Elektrizität, 66,2 Prozent leben ohne sanitäre Einrichtung (2001).
90,4 Prozent der 4.030 Haushalte besitzen ein Radio, 42,6 Prozent einen Fernseher, 30,2 Prozent ein Fahrrad, 5,1 Prozent ein Motorrad, 10,0 Prozent ein Auto, 14,8 Prozent einen Kühlschrank, und 5,5 Prozent ein Telefon. (2001)

## Politik
Ergebnis der Regionalwahlen (concejales del municipio) vom 4. April 2010:
| Wahl- berechtigte |  | Wahl- beteiligung | gültige Stimmen |  | VERDES | MAS-IPSP | PPV   | C.P.C. | MSM   | TODOS |
| ----------------- |  | ----------------- | --------------- |  | ------ | -------- | ----- | ------ | ----- | ----- |
| 8.772             |  | 7.906             | 6.613           |  | 2.857  | 1.919    | 545   | 472    | 458   | 362   |
|                   |  | 90,1 %            | 83,6 %          |  | 43,2 % | 29,0 %   | 8,2 % | 7,1 %  | 6,9 % | 5,5 % |

Ergebnis der Regionalwahlen (elecciones de autoridades políticas) vom 7. März 2021:
| Wahl- berechtigte |  | Wahl- beteiligung | gültige Stimmen |  | CREEMOS | MAS-IPSP | UNIDOS | SOL    | ASIP   | MNR    |
| ----------------- |  | ----------------- | --------------- |  | ------- | -------- | ------ | ------ | ------ | ------ |
| 12.073            |  | 10.233            | 8.996           |  | 5.482   | 2.701    | 553    | 138    | 76     | 46     |
|                   |  | 84,76 %           | 87,91 %         |  | 60,94 % | 30,02 %  | 6,15 % | 1,53 % | 0,84 % | 0,51 % |

## Gliederung
Das Municipio Vallegrande untergliederte sich im Jahr 2001 in die folgenden sechzehn Kantone (cantones), von denen die meisten inzwischen jedoch im Cantón Vallegrande aufgegangen sind.
- Cantón Vallegrande
- Cantón Alto Seco
- Cantón El Bello
- Cantón Guadelupe
- Cantón Mankaillpa
- Cantón Naranjos
- Cantón Santa Ana
- Cantón Santa Rosita
- Cantón Chaco
- Cantón San Juan del Tucumancillo
- Cantón Masicuri
- Cantón Sitanos
- Cantón Loma Larga
- Cantón Khasa Monte
- Cantón Piraymiri
- Cantón Temporal

## Liste der Ortschaften im Municipio
- Vallegrande 10.158 Einw. – Guadalupe 448 Einw. – Chacopata 277 Einw. – San Juan del Chaco 219 Einw. – Villa San Antonio 213 Einw. – Masicurí 213 Einw. – Santa Rosita 192 Einw. – Alto Seco 182 Einw. – Santa Ana 146 Einw.